# Selaginella subcordata
Selaginella subcordata är en mosslummerväxtart som beskrevs av Addison Brown och Friedrich Adalbert Maximilian Kuhn.
Selaginella subcordata ingår i släktet mosslumrar och familjen mosslummerväxter. Inga underarter finns listade i Catalogue of Life.